# 龙屯水库
龙屯水库 ，位于中华人民共和国辽宁省绥中县，是王宝河干流上一座大型水库。水库始建于1958年，1959年7月22日遭遇超标准洪水漫坝失事。当日降雨362mm，洪量6585万立米，是当时库容的2.2倍。超过百年一遇。大堤决口长度181米。
1974年12月复工，1976年11月17日竣工。总库容1.19亿立方米，兴利库容4800万立方米。大坝为黏土斜墙砂壳坝，最大坝高24.1米，坝长742米，坝顶宽5.5米，坝址以上集水面积214平方千米。配有灌区工程，灌溉水田2000公顷。